# Bürgermeisterwahlen in Sachsen 2013
Bürgermeisterwahlen fanden 2013 in Sachsen in 64 sächsischen Städten und Gemeinden statt. Dabei wurden 28 Bürgermeister im Amt bestätigt und 5 abgewählt.

## Wahlstatistik
| Vorschlag | Anzahl |                    | Bürgermeister | Anzahl |
| CDU       | 15     | - wiedergewählt    | 28            |        |
| SPD       | 4      | - abgewählt        | 5             |        |
| FDP       | 2      | - nicht kandidiert | 31            |        |
| Linke     | 2      |                    |               |        |
| WV, EB    | 41     |                    |               |        |
| gesamt    | 64     |                    |               |        |

WV = Wählervereinigungen
EB = Einzelbewerber
EV = Einzelvorschläge

## Wahlergebnisse

### Landkreis Bautzen
Im Landkreis Bautzen fanden in sieben Kommunen Wahlen statt. Diese sind im Folgenden aufgelistet. In einer Kommune war eine Neuwahl notwendig. Das entscheidende Wahlergebnis ist markiert.
Gewählte Bewerber:
- CDU: 4
- Einzelbewerber/Bürgerinitiativen: 3
- Amtsinhaber wiedergewählt: 6
- Amtsinhaber abgewählt: 0
- Amtsinhaber nicht angetreten: 1

Namen von Amtsinhabern sind fett dargestellt.
| Wahl          | Wahl                            | Wahl                          | Wahl                          | Wahl            | Neuwahl       | Neuwahl         | vorherige | nächste |
| Wahltermin    | Gemeinde                        | Bewerber                      | Vorschlag                     | Ergebnis (in %) | Wahltermin    | Ergebnis (in %) | vorherige | nächste |
| ------------- | ------------------------------- | ----------------------------- | ----------------------------- | --------------- | ------------- | --------------- | --------- | ------- |
| 3. März       | Radibor Radwor                  | Vinzenz Gregor Baberschke     | CDU                           | 78,3            |               |                 | ← 2006    | 2020 →  |
| 3. März       | Radibor Radwor                  | Einzelvorschlag Martin Wiener | Einzelvorschlag Martin Wiener | 19,2            |               |                 | ← 2006    | 2020 →  |
| 3. März       | Radibor Radwor                  | weitere Einzelvorschläge      | weitere Einzelvorschläge      | 2,6             |               |                 | ← 2006    | 2020 →  |
| 10. März      | Ottendorf-Okrilla               | Michael Langwang              | FDP, Linke, SPD               | 66,5            |               |                 | ← 2006    | 2020 →  |
| 10. März      | Ottendorf-Okrilla               | Mirko Thomas                  | CDU                           | 33,5            |               |                 | ← 2006    | 2020 →  |
| 17. März      | Doberschau-Gaußig Dobruša-Huska | Michael Schulze               | CDU                           | 95,2            |               |                 | ← 2006    | 2016 →  |
| 17. März      | Doberschau-Gaußig Dobruša-Huska | Einzelvorschläge              |                               | 4,8             |               |                 | ← 2006    | 2016 →  |
| 9. Juni       | Cunewalde                       | Thomas Martolock              | CDU                           | 98,5            |               |                 | ← 2006    | 2020 →  |
| 9. Juni       | Cunewalde                       | Einzelvorschläge              | Einzelvorschläge              | 1,5             |               |                 | ← 2006    | 2020 →  |
| 9. Juni       | Oßling                          | Siegfried Gersdorf            | WV „Elstergrund“              | 54,9            |               |                 | ← 2009    | 2020 →  |
| 9. Juni       | Oßling                          | Henry Nitzsche                | Nitzsche                      | 38,6            |               |                 | ← 2009    | 2020 →  |
| 9. Juni       | Oßling                          | Susann Wowczerk               | Wowczerk                      | 6,6             |               |                 | ← 2009    | 2020 →  |
| 1. September  | Hoyerswerda Wojerecy            | Stefan Skora                  | CDU                           | 37,6            | 22. September | 36,3            | ← 2006    | 2020 →  |
| 1. September  | Hoyerswerda Wojerecy            | Ralph Büchner                 | Linke                         | 20,3            | 22. September | 21,8            | ← 2006    | 2020 →  |
| 1. September  | Hoyerswerda Wojerecy            | Dirk Nasdala                  | FW StadtZukunft               | 20,6            | 22. September | 33,1            | ← 2006    | 2020 →  |
| 1. September  | Hoyerswerda Wojerecy            | Maritta Albrecht              | SPD                           | 8,7             | 22. September | n. k.           | ← 2006    | 2020 →  |
| 1. September  | Hoyerswerda Wojerecy            | Katrin Kiefel                 | Kiefel                        | 12,8            | 22. September | 8,8             | ← 2006    | 2020 →  |
| 22. September | Ohorn                           | Frank Schöne                  | Linke                         | 24,6            |               |                 | ← 2008    | 2020 →  |
| 22. September | Ohorn                           | Sonja Kunze                   | Kunze                         | 66,9            |               |                 | ← 2008    | 2020 →  |
| 22. September | Ohorn                           | Michael Preller               | Preller                       | 8,5             |               |                 | ← 2008    | 2020 →  |

### Chemnitz
In der kreisfreien Stadt Chemnitz fand 2020 ebenfalls die Oberbürgermeisterwahl statt. Die SPD-Oberbürgermeisterin Barbara Ludwig konnte ihr Amt in der Neuwahl verteidigen. Das ausschlaggebende Ergebnis ist markiert.
← 2006 2020 →
| Bewerber                | Vorschlag           | 1. Wahlgang (16. Juni) | Neuwahl (30. Juni) |
| ----------------------- | ------------------- | ---------------------- | ------------------ |
| Barbara Ludwig          | SPD                 | 46,6                   | 63,8               |
| Miko Runkel             | Linke               | 15,0                   | n. k.              |
| Ralf Dietmar Burghart   | CDU                 | 19,0                   | 26,7               |
| Jens Weis               | FDP                 | 2,1                    | n. k.              |
| Mathias Volkmar Zschoke | Grüne               | 9,5                    | n. k.              |
| Karl Martin Kohlmann    | WV PRO CHEMNITZ.DSU | 5,6                    | 5,5                |
| Hans-Jürgen Rutsatz     | WV Vosi             | 2,2                    | 4,1                |

### Erzgebirgskreis
Im Erzgebirgskreis fanden in siebzehn Kommunen Wahlen statt. Diese sind im Folgenden aufgelistet. In fünf Kommunen war eine Neuwahl notwendig. Das entscheidende Wahlergebnis ist markiert.
Gewählte Bewerber:
- CDU: 5
- FDP: 1
- Einzelbewerber/Bürgerinitiativen: 11
- Amtsinhaber wiedergewählt: 5
- Amtsinhaber abgewählt: 0
- Amtsinhaber nicht angetreten/Gemeindeneugründung: 12

Namen von Amtsinhabern sind fett dargestellt.
(*) Zuvor Amtsverweser der neu gegründeten Kommune.
| Wahl          | Wahl                 | Wahl                  | Wahl             | Wahl            | Neuwahl    | Neuwahl         | vorherige                                          | nächste                            |
| Wahltermin    | Gemeinde             | Bewerber              | Vorschlag        | Ergebnis (in %) | Wahltermin | Ergebnis (in %) | vorherige                                          | nächste                            |
| ------------- | -------------------- | --------------------- | ---------------- | --------------- | ---------- | --------------- | -------------------------------------------------- | ---------------------------------- |
| 17. März      | Burkhardtsdorf       | Thomas Probst         | CDU              | 98,9            |            |                 | ← 2006                                             | 2020 →                             |
| 17. März      | Burkhardtsdorf       | Einzelvorschläge      | Einzelvorschläge | 1,1             |            |                 | ← 2006                                             | 2020 →                             |
| 14. April     | Lauter-Bernsbach     | Dietmar Guntermann    | CDU              | 4,2             |            |                 | Neugründung ← 2008 (Lauter/Sa.) ← 2008 (Bernsbach) | 2020 →                             |
| 14. April     | Lauter-Bernsbach     | Axel Friedrich        | SPD              | 1,4             |            |                 | Neugründung ← 2008 (Lauter/Sa.) ← 2008 (Bernsbach) | 2020 →                             |
| 14. April     | Lauter-Bernsbach     | Ulrich Braun          | FWiB             | 13,3            |            |                 | Neugründung ← 2008 (Lauter/Sa.) ← 2008 (Bernsbach) | 2020 →                             |
| 14. April     | Lauter-Bernsbach     | Thomas Kunzmann(*)    | FWV              | 81,2            |            |                 | Neugründung ← 2008 (Lauter/Sa.) ← 2008 (Bernsbach) | 2020 →                             |
| 5. Mai        | Pfaffroda            | Hans-Georg Heidinger  | CDU              | 18,7            | 26. Mai    | 19,7            | ← 2006                                             | Auflösung 2015 → (Olbernhau)       |
| 5. Mai        | Pfaffroda            | Falko Friemelt        | WV BI Dö Ha      | 20,9            | 26. Mai    | 22,2            | ← 2006                                             | Auflösung 2015 → (Olbernhau)       |
| 5. Mai        | Pfaffroda            | Steffen Günther       | Günther          | 38,0            | 26. Mai    | 38,3            | ← 2006                                             | Auflösung 2015 → (Olbernhau)       |
| 5. Mai        | Pfaffroda            | Daniel Koch           | Koch             | 6,0             | 26. Mai    | 2,4             | ← 2006                                             | Auflösung 2015 → (Olbernhau)       |
| 5. Mai        | Pfaffroda            | Frank Krönert         | Krönert          | 6,4             | 26. Mai    | 12,1            | ← 2006                                             | Auflösung 2015 → (Olbernhau)       |
| 5. Mai        | Pfaffroda            | Simone Rehwald        | Rehwald          | 10,0            | 26. Mai    | 5,4             | ← 2006                                             | Auflösung 2015 → (Olbernhau)       |
| 26. Mai       | Wolkenstein          | Daniel                | DWV              | 10,7            | 23. Juni   | 4,9             | ← 2006                                             | 2020 →                             |
| 26. Mai       | Wolkenstein          | Thomas Martin Wittig  | CDU              | 23,7            | 23. Juni   | 30,2            | ← 2006                                             | 2020 →                             |
| 26. Mai       | Wolkenstein          | Falk Uhlig            | SPD              | 7,2             | 23. Juni   | 5,4             | ← 2006                                             | 2020 →                             |
| 26. Mai       | Wolkenstein          | Thomas Weise          | FDP              | 2,2             | 23. Juni   | n. k.           | ← 2006                                             | 2020 →                             |
| 26. Mai       | Wolkenstein          | Andreas Kastner       | Kastner          | 3,9             | 23. Juni   | n. k.           | ← 2006                                             | 2020 →                             |
| 26. Mai       | Wolkenstein          | Wolfram Liebing       | Liebing          | 27,4            | 23. Juni   | 45,9            | ← 2006                                             | 2020 →                             |
| 26. Mai       | Wolkenstein          | Jens Martin           | Martin, J.       | 15,5            | 23. Juni   | 13,5            | ← 2006                                             | 2020 →                             |
| 26. Mai       | Wolkenstein          | Ronald Martin         | Martin, R.       | 4,4             | 23. Juni   | n. k.           | ← 2006                                             | 2020 →                             |
| 26. Mai       | Wolkenstein          | Ulrich Tauber         | Tauber           | 5,2             | 23. Juni   | n. k.           | ← 2006                                             | 2020 →                             |
| 2. Juni       | Jahnsdorf/Erzgeb.    | Carsten Michaelis     | CDU              | 96,3            |            |                 | ← 2006                                             | 2016 →                             |
| 2. Juni       | Jahnsdorf/Erzgeb.    | Einzelvorschläge      | Einzelvorschläge | 3,7             |            |                 | ← 2006                                             | 2016 →                             |
| 2. Juni       | Jöhstadt             | Frank André Zinn      | CDU              | 39,8            | 16. Juni   | 42,8            | ← 2006                                             | 2020 →                             |
| 2. Juni       | Jöhstadt             | Olaf Oettel           | Oettel           | 39,7            | 16. Juni   | 48,8            | ← 2006                                             | 2020 →                             |
| 2. Juni       | Jöhstadt             | Peter Tippmann        | Tippmann         | 20,5            | 16. Juni   | 8,4             | ← 2006                                             | 2020 →                             |
| 2. Juni       | Mildenau             | Sebastian Schreiter   | CDU              | 42,2            |            |                 | ← 2006                                             | 2020 →                             |
| 2. Juni       | Mildenau             | Andreas Mauersberger  | Mauersberger     | 57,8            |            |                 | ← 2006                                             | 2020 →                             |
| 2. Juni       | Thalheim/Erzgeb.     | Friedemann Lasch      | FWU              | 41,9            | 23. Juni   | 45,8            | ← 2006                                             | 2020 →                             |
| 2. Juni       | Thalheim/Erzgeb.     | Andrea Vogel          | SPD              | 7,3             | 23. Juni   | n. k.           | ← 2006                                             | 2020 →                             |
| 2. Juni       | Thalheim/Erzgeb.     | Nico Dittmann         | Dittmann         | 22,6            | 23. Juni   | 51,6            | ← 2006                                             | 2020 →                             |
| 2. Juni       | Thalheim/Erzgeb.     | Jörg Drechsel         | Drechsel         | 10,3            | 23. Juni   | n. k.           | ← 2006                                             | 2020 →                             |
| 2. Juni       | Thalheim/Erzgeb.     | Gert Graupner         | Graupner         | 17,9            | 23. Juni   | 2,6             | ← 2006                                             | 2020 →                             |
| 2. Juni       | Thermalbad Wiesenbad | Thomas Schaarschmidt  | FWBF             | 7,3             | 16. Juni   | n. k.           | ← 2006                                             | 2020 →                             |
| 2. Juni       | Thermalbad Wiesenbad | Wilfried Obst         | CDU              | 16,0            | 16. Juni   | n. k.           | ← 2006                                             | 2020 →                             |
| 2. Juni       | Thermalbad Wiesenbad | Francesco Manz        | FWg              | 8,4             | 16. Juni   | 5,4             | ← 2006                                             | 2020 →                             |
| 2. Juni       | Thermalbad Wiesenbad | Lars Gärtner          | Gärtner          | 22,1            | 16. Juni   | n. k.           | ← 2006                                             | 2020 →                             |
| 2. Juni       | Thermalbad Wiesenbad | Berit Schiefer        | Schiefer         | 46,1            | 16. Juni   | 57,1            | ← 2006                                             | 2020 →                             |
| 2. Juni       | Thermalbad Wiesenbad | Thomas Mey            | Mey              | n. k.           | 16. Juni   | 37,5            | ← 2006                                             | 2020 →                             |
| 2. Juni       | Thum                 | Michael Brändel       | WV Bürgerliste   | 71,2            |            |                 | ← 2006                                             | 2020 →                             |
| 2. Juni       | Thum                 | Jens Atmanspacher     | CDU              | 20,2            |            |                 | ← 2006                                             | 2020 →                             |
| 2. Juni       | Thum                 | Ronny Pilz            | SPD              | 8,6             |            |                 | ← 2006                                             | 2020 →                             |
| 30. Juni      | Sehmatal             | Dr. Michael Rosenthal | CDU              | 48,3            |            |                 | ← 2006                                             | 2020 →                             |
| 30. Juni      | Sehmatal             | Andreas Schmiedel     | FWBF             | 51,7            |            |                 | ← 2006                                             | 2020 →                             |
| 22. September | Aue                  | Franz Heinrich Kohl   | CDU              | 58,4            |            |                 | ← 2006                                             | Auflösung 2019 → (Aue-Bad Schlema) |
| 22. September | Aue                  | Beatrice Meichßler    | FW Aue           | 31,1            |            |                 | ← 2006                                             | Auflösung 2019 → (Aue-Bad Schlema) |
| 22. September | Aue                  | Uwe Kaettniß          | Grüne            | 10,5            |            |                 | ← 2006                                             | Auflösung 2019 → (Aue-Bad Schlema) |
| 22. September | Deutschneudorf       | Heinz-Peter Haustein  | FDP              | 98,4            |            |                 | ← 2006                                             | 2015 →                             |
| 22. September | Deutschneudorf       | Einzelvorschläge      | Einzelvorschläge | 1,6             |            |                 | ← 2006                                             | 2015 →                             |
| 22. September | Gornsdorf            | Andrea Arnold         | CDU              | 77,4            |            |                 | ← 2008                                             | 2020 →                             |
| 22. September | Gornsdorf            | Dr. Barbara Drechsel  | Linke            | 22,6            |            |                 | ← 2008                                             | 2020 →                             |
| 22. September | Großolbersdorf       | Uwe Günther           | WV GEWERBE       | 51,4            |            |                 | ← 2008                                             | 2020 →                             |
| 22. September | Großolbersdorf       | Aline Illgen          | Illgen           | 10,3            |            |                 | ← 2008                                             | 2020 →                             |
| 22. September | Großolbersdorf       | Jens Martin           | Martin           | 38,3            |            |                 | ← 2008                                             | 2020 →                             |
| 22. September | Königswalde          | Ronny Wähner          | CDU              | 99,2            |            |                 | ← 2008                                             | 2020 →                             |
| 22. September | Königswalde          | Einzelvorschläge      | Einzelvorschläge | 0,8             |            |                 | ← 2008                                             | 2020 →                             |
| 22. September | Seiffen/Erzgeb.      | Wolfgang Bilz         | Bilz             | 11,3            |            |                 | ← 2008                                             | 2020 →                             |
| 22. September | Seiffen/Erzgeb.      | Uwe Schmerler         | Schmerler        | 12,5            |            |                 | ← 2008                                             | 2020 →                             |
| 22. September | Seiffen/Erzgeb.      | Martin Wittig         | Wittig           | 76,2            |            |                 | ← 2008                                             | 2020 →                             |

### Landkreis Görlitz
Im Landkreis Görlitz fanden in vier Kommunen Wahlen statt. Diese sind im Folgenden aufgelistet. In keiner Kommune war eine Neuwahl notwendig. Das entscheidende Wahlergebnis ist markiert.
Gewählte Bewerber:
- Einzelbewerber/Bürgerinitiativen: 4
- Amtsinhaber wiedergewählt: 2
- Amtsinhaber abgewählt: 1
- Amtsinhaber nicht angetreten/Gemeindeneugründung: 1

Namen von Amtsinhabern sind fett dargestellt.
| Wahltermin | Gemeinde             | Bewerber         | Vorschlag              | Ergebnis (in %) | vorherige                                                                      | nächste |
| ---------- | -------------------- | ---------------- | ---------------------- | --------------- | ------------------------------------------------------------------------------ | ------- |
| 3. Februar | Krauschwitz Krušwica | Rüdiger Mönch    | FWK                    | 96,1            | ← 2012                                                                         | 2019 →  |
| 3. Februar | Krauschwitz Krušwica | Einzelvorschläge | Einzelvorschläge       | 3,9             | ← 2012                                                                         | 2019 →  |
| 3. März    | Oderwitz             | Adelheid Engel   | Engel                  | 99,0            | ← 2006                                                                         | 2020 →  |
| 3. März    | Oderwitz             | Einzelvorschläge | Einzelvorschläge       | 1,0             | ← 2006                                                                         | 2020 →  |
| 24. März   | Kottmar              | Dolores Weidner  | SPD                    | 31,6            | Neugründung ← 2006 (Obercunnersdorf) ← 2010 (Niedercunnersdorf) ← 2008 (Eibau) | 2020 →  |
| 24. März   | Kottmar              | Michael Görke    | Görke                  | 68,4            | Neugründung ← 2006 (Obercunnersdorf) ← 2010 (Niedercunnersdorf) ← 2008 (Eibau) | 2020 →  |
| 14. April  | Neißeaue             | Ewald Ernst      | Ernst                  | 18,1            | ← 2006                                                                         | 2020 →  |
| 14. April  | Neißeaue             | Johannes Fromm   | WV Bürger für Neißeaue | 13,8            | ← 2006                                                                         | 2020 →  |
| 14. April  | Neißeaue             | Evelin Bergmann  | WV BI                  | 68,2            | ← 2006                                                                         | 2020 →  |

### Leipzig
In der kreisfreien Stadt Leipzig wurde Burkhard Jung (SPD) im Amt bestätigt.
Der Amtsinhaber ist fett dargestellt. Das ausschlaggebende Ergebnis ist markiert.
← 2006 2020 →
| Bewerber         | Vorschlag                      | 1. Wahlgang (27. Januar) | Neuwahl (17. Februar) |
| ---------------- | ------------------------------ | ------------------------ | --------------------- |
| Burkhard Jung    | SPD                            | 40,2                     | 45,0                  |
| Horst Wawrzynski | CDU/Bürgerbündnis Oberbürgerme | 25,9                     | 28,7                  |
| Dr. Barbara Höll | Linke                          | 15,3                     | 14,2                  |
| Felix Ekhart     | Grüne                          | 9,8                      | 6,9                   |
| René Hobusch     | FDP                            | 1,8                      | n. k.                 |
| Dirk Feiertag    | Feiertag                       | 6,9                      | 5,2                   |

### Landkreis Leipzig
Im Landkreis Leipzig fand in neun Kommunen eine Wahl statt. Diese sind im Folgenden aufgelistet. In einer Kommune war eine Neuwahl nötig. Das entscheidende Wahlergebnis ist markiert.
Gewählte Bewerber:
- CDU: 3
- SPD: 1
- Linke: 2
- Einzelbewerber/Bürgerinitiativen: 3
- Amtsinhaber wiedergewählt: 2
- Amtsinhaber abgewählt: 1
- Amtsinhaber nicht angetreten: 6

Namen von Amtsinhabern sind fett dargestellt.
| Wahl          | Wahl             | Wahl              | Wahl             | Wahl            | Neuwahl     | Neuwahl         | vorherige | nächste |
| Wahltermin    | Gemeinde         | Bewerber          | Vorschlag        | Ergebnis (in %) | Wahltermin  | Ergebnis (in %) | vorherige | nächste |
| ------------- | ---------------- | ----------------- | ---------------- | --------------- | ----------- | --------------- | --------- | ------- |
| 20. Januar    | Regis-Breitingen | Thomas Kratzsch   | CDU              | 41,5            |             |                 | ← 2006    | 2020 →  |
| 20. Januar    | Regis-Breitingen | Wolfram Lenk      | Linke            | 58,5            |             |                 | ← 2006    | 2020 →  |
| 3. Februar    | Machern          | Doreen Lieder     | CDU              | 68,2            |             |                 | ← 2006    | 2020 →  |
| 3. Februar    | Machern          | Marcus Mühlner    | FWG              | 14,1            |             |                 | ← 2006    | 2020 →  |
| 3. Februar    | Machern          | Eveline Becker    | Becker           | 17,7            |             |                 | ← 2006    | 2020 →  |
| 3. Februar    | Naunhof          | Karsten Rottstädt | UWV              | 7,2             | 17. Februar | 0,9             | ← 2008    | 2020 →  |
| 3. Februar    | Naunhof          | Hermann Kinne     | CDU              | 25,8            | 17. Februar | 21,9            | ← 2008    | 2020 →  |
| 3. Februar    | Naunhof          | Torsten Wanke     | Linke            | 5,8             | 17. Februar | n. k.           | ← 2008    | 2020 →  |
| 3. Februar    | Naunhof          | Mario Schaller    | Schaller         | 21,1            | 17. Februar | 12,1            | ← 2008    | 2020 →  |
| 3. Februar    | Naunhof          | Volker Zocher     | Zocher           | 40,1            | 17. Februar | 52,3            | ← 2008    | 2020 →  |
| 3. Februar    | Naunhof          | Carsten Graf      | WV Ammelshain    | n. k.           | 17. Februar | 12,8            | ← 2008    | 2020 →  |
| 26. Mai       | Brandis          | Alexander Busch   | CDU              | 19,7            |             |                 | ← 2006    | 2020 →  |
| 26. Mai       | Brandis          | Ingo Börner       | Börner           | 16,0            |             |                 | ← 2006    | 2020 →  |
| 26. Mai       | Brandis          | Arno Jesse        | Jesse            | 64,2            |             |                 | ← 2006    | 2020 →  |
| 9. Juni       | Parthenstein     | Jürgen Kretschel  | UWV              | 98,7            |             |                 | ← 2006    | 2020 →  |
| 9. Juni       | Parthenstein     | Einzelvorschläge  | Einzelvorschläge | 1,3             |             |                 | ← 2006    | 2020 →  |
| 30. Juni      | Borsdorf         | Ludwig Martin     | CDU              | 53,5            |             |                 | ← 2006    | 2020 →  |
| 30. Juni      | Borsdorf         | Karsten Fuhrig    | Fuhrig           | 46,5            |             |                 | ← 2006    | 2020 →  |
| 22. September | Markkleeberg     | Karsten Schütze   | SPD              | 67,7            |             |                 | ← 2008    | 2020 →  |
| 22. September | Markkleeberg     | Oliver Fritzsche  | CDU              | 32,3            |             |                 | ← 2008    | 2020 →  |
| 22. September | Thallwitz        | Thomas Pöge       | CDU              | 97,5            |             |                 | ← 2008    | 2020 →  |
| 22. September | Thallwitz        | Einzelvorschläge  | Einzelvorschläge | 2,5             |             |                 | ← 2008    | 2020 →  |
| 6. Oktober    | Bennewitz        | Bernd Laqua       | Linke            | 65,8            |             |                 | ← 2006    | 2020 →  |
| 6. Oktober    | Bennewitz        | Wolfram Böttger   | CDU              | 34,2            |             |                 | ← 2006    | 2020 →  |

### Landkreis Meißen
Im Landkreis Meißen fanden in vier Kommunen Wahlen statt. Diese sind im Folgenden aufgelistet. In zwei Kommunen waren eine Neuwahl notwendig. Das entscheidende Wahlergebnis ist markiert.
Gewählte Bewerber:
- CDU: 1
- SPD: 1
- Einzelbewerber/Bürgerinitiativen: 2
- Amtsinhaber wiedergewählt: 1
- Amtsinhaber abgewählt: 0
- Amtsinhaber nicht angetreten: 3

Namen von Amtsinhabern sind fett dargestellt.
| Wahl       | Wahl       | Wahl              | Wahl             | Wahl            | Neuwahl    | Neuwahl         | vorherige | nächste |
| Wahltermin | Gemeinde   | Bewerber          | Vorschlag        | Ergebnis (in %) | Wahltermin | Ergebnis (in %) | vorherige | nächste |
| ---------- | ---------- | ----------------- | ---------------- | --------------- | ---------- | --------------- | --------- | ------- |
| 10. März   | Stauchitz  | Dirk Zschoke      | CDU              | 31,4            | 24. März   | 29,4            | ← 2006    | 2020 →  |
| 10. März   | Stauchitz  | Wolfgang Fischer  | Fischer          | 19,5            | 24. März   | n. k.           | ← 2006    | 2020 →  |
| 10. März   | Stauchitz  | Jürgen Jahnke     | Jahnke           | 10,5            | 24. März   | n. k.           | ← 2006    | 2020 →  |
| 10. März   | Stauchitz  | Frank Seifert     | Seifert          | 38,6            | 24. März   | 70,6            | ← 2006    | 2020 →  |
| 24. März   | Moritzburg | Volker John       | CDU              | 32,3            |            |                 | ← 2006    | 2020 →  |
| 24. März   | Moritzburg | Jörg Hänisch      | SPD              | 53,5            |            |                 | ← 2006    | 2020 →  |
| 24. März   | Moritzburg | Peter Hebestreit  | Hebestreit       | 14,1            |            |                 | ← 2006    | 2020 →  |
| 24. März   | Radeburg   | Birgit Kretschmer | CDU              | 34,6            | 21. April  | 28,8            | ← 2006    | 2020 →  |
| 24. März   | Radeburg   | Andreas Hübler    | ULR              | 18,1            | 21. April  | n. k.           | ← 2006    | 2020 →  |
| 24. März   | Radeburg   | Michaela Ritter   | Ritter           | 47,3            | 21. April  | 71,2            | ← 2006    | 2020 →  |
| 16. Juni   | Nossen     | Uwe Anke          | CDU              | 99,4            |            |                 | ← 2006    | 2020 →  |
| 16. Juni   | Nossen     | Einzelvorschläge  | Einzelvorschläge | 0,6             |            |                 | ← 2006    | 2020 →  |

### Landkreis Mittelsachsen
Im Landkreis Mittelsachsen fanden in zwei Kommunen Wahlen statt. Diese sind im Folgenden aufgelistet. In einer Kommune war eine Neuwahl notwendig. Das entscheidende Wahlergebnis ist markiert.
Gewählte Bewerber:
- CDU: 1
- Einzelbewerber/Bürgerinitiativen: 1
- Amtsinhaber wiedergewählt: 1
- Amtsinhaber abgewählt: 1
- Amtsinhaber nicht angetreten: 0

Namen von Amtsinhabern sind fett dargestellt.
| Wahl         | Wahl         | Wahl             | Wahl             | Wahl            | Neuwahl       | Neuwahl         | vorherige | nächste |
| Wahltermin   | Gemeinde     | Bewerber         | Vorschlag        | Ergebnis (in %) | Wahltermin    | Ergebnis (in %) | vorherige | nächste |
| ------------ | ------------ | ---------------- | ---------------- | --------------- | ------------- | --------------- | --------- | ------- |
| 3. März      | Königsfeld   | Frank Ludwig     | WV FFW           | 99,7            |               |                 | ← 2006    | 2020 →  |
| 3. März      | Königsfeld   | Einzelvorschläge | Einzelvorschläge | 0,3             |               |                 | ← 2006    | 2020 →  |
| 8. September | Augustusburg | Evelyn Jugelt    | CDU              | 34,8            | 22. September | 38,7            | ← 2006    | 2020 →  |
| 8. September | Augustusburg | Tino Zschorn     | WV WG            | 19,0            | 22. September | n. k.           | ← 2006    | 2020 →  |
| 8. September | Augustusburg | Mathias Klotz    | Klotz            | 6,3             | 22. September | n. k.           | ← 2006    | 2020 →  |
| 8. September | Augustusburg | Dirk Neubauer    | Neubauer         | 22,9            | 22. September | 47,2            | ← 2006    | 2020 →  |
| 8. September | Augustusburg | Uwe Neubert      | SPD              | 14,1            | 22. September | 14,1            | ← 2006    | 2020 →  |
| 8. September | Augustusburg | Dietmar Vogel    | Vogel            | 2,9             | 22. September | n. k.           | ← 2006    | 2020 →  |

### Landkreis Nordsachsen
Im Landkreis Nordsachsen fanden in vier Kommunen Wahlen statt. Diese sind im Folgenden aufgelistet. In keiner Kommune waren eine Neuwahl notwendig. Das entscheidende Wahlergebnis ist markiert.
Gewählte Bewerber:
- Einzelbewerber/Bürgerinitiativen: 4
- Amtsinhaber wiedergewählt: 2
- Amtsinhaber abgewählt: 0
- Amtsinhaber nicht angetreten/Gemeindeneugründung: 2

Namen von Amtsinhabern sind fett dargestellt.
| Wahltermin | Gemeinde         | Bewerber             | Vorschlag        | Ergebnis (in %) | vorherige                                                        | nächste |
| ---------- | ---------------- | -------------------- | ---------------- | --------------- | ---------------------------------------------------------------- | ------- |
| 10. März   | Zschepplin       | Roswitha Berkes      | Berkes           | 92,3            | ← 2006                                                           | 2020 →  |
| 10. März   | Zschepplin       | Einzelvorschläge     | Einzelvorschläge | 7,7             | ← 2006                                                           | 2020 →  |
| 17. März   | Mockrehna        | Peter Klepel         | Klepel           | 79,0            | ← 2006                                                           | 2020 →  |
| 17. März   | Mockrehna        | Jochen Heising       | FDP              | 5,6             | ← 2006                                                           | 2020 →  |
| 17. März   | Mockrehna        | Martina Francke      | SPD              | 15,4            | ← 2006                                                           | 2020 →  |
| 24. März   | Belgern-Schildau | Klaus-Dieter Tuschla | FDP              | 2,0             | Neugründung ← 2008 (Belgern) ← 2008 (Schildau)                   | 2020 →  |
| 24. März   | Belgern-Schildau | Johannes Rudolph     | CDU              | 10,0            | Neugründung ← 2008 (Belgern) ← 2008 (Schildau)                   | 2020 →  |
| 24. März   | Belgern-Schildau | Lothar Michael Halx  | Halx             | 33,5            | Neugründung ← 2008 (Belgern) ← 2008 (Schildau)                   | 2020 →  |
| 24. März   | Belgern-Schildau | Eike Petzold         | Petzold          | 54,5            | Neugründung ← 2008 (Belgern) ← 2008 (Schildau)                   | 2020 →  |
| 24. März   | Wiedemar         | Ines Möller          | WV CDU, SPD      | 67,2            | Neugründung ← 2008 (Neukyhna) ← 2008 (Wiedemar) ← 2008 (Zwochau) | 2020 →  |
| 24. März   | Wiedemar         | Peter Lada           | Lada             | 32,8            | Neugründung ← 2008 (Neukyhna) ← 2008 (Wiedemar) ← 2008 (Zwochau) | 2020 →  |

### Landkreis Sächsische Schweiz-Osterzgebirge
Im Landkreis Sächsische Schweiz-Osterzgebirge fanden in vier Kommunen Wahlen statt. Diese sind im Folgenden aufgelistet. In keiner Kommune waren eine Neuwahl notwendig. Das entscheidende Wahlergebnis ist markiert.
Gewählte Bewerber:
- FDP: 1
- Einzelbewerber/Bürgerinitiativen: 3
- Amtsinhaber wiedergewählt: 3
- Amtsinhaber abgewählt: 0
- Amtsinhaber nicht angetreten/Gemeindeneugründung: 1

Namen von Amtsinhabern sind fett dargestellt.
| Wahltermin  | Gemeinde              | Bewerber              | Vorschlag              | Ergebnis (in %) | vorherige                                               | nächste |
| ----------- | --------------------- | --------------------- | ---------------------- | --------------- | ------------------------------------------------------- | ------- |
| 3. März     | Reinhardtsdorf-Schöna | Olaf Ehrlich          | Ehrlich                | 98,8            | ← 2006                                                  | 2020 →  |
| 3. März     | Reinhardtsdorf-Schöna | Einzelvorschläge      | Einzelvorschläge       | 1,2             | ← 2006                                                  | 2020 →  |
| 24. März    | Klingenberg           | Henry Sackhaus        | Linke                  | 10,5            | Neugründung ← 2006 (Höckendorf) ← 2009 (Pretzschendorf) | 2020 →  |
| 24. März    | Klingenberg           | Torsten Schreckenbach | Bürger für Klingenberg | 89,5            | Neugründung ← 2006 (Höckendorf) ← 2009 (Pretzschendorf) | 2020 →  |
| 21. April   | Tharandt              | Silvio Ziesemer       | Ziesemer               | 54,6            | ← 2006                                                  | 2020 →  |
| 21. April   | Tharandt              | Peter Antoniewski     | CDU                    | 45,4            | ← 2006                                                  | 2020 →  |
| 13. Oktober | Neustadt i. Sa.       | Manfred Elsner        | FDP                    | 90,2            | ← 2006                                                  | 2015 →  |
| 13. Oktober | Neustadt i. Sa.       | Andreas Steglich      | Steglich               | 9,8             | ← 2006                                                  | 2015 →  |

### Vogtlandkreis
Im Vogtlandkreis fanden in fünf Kommunen Wahlen statt. Diese sind im Folgenden aufgelistet. In keiner Kommune waren zwei Wahlgänge notwendig. Das entscheidende Wahlergebnis ist markiert.
Gewählte Bewerber:
- Einzelbewerber/Bürgerinitiativen: 5
- Amtsinhaber wiedergewählt: 2
- Amtsinhaber abgewählt: 0
- Amtsinhaber nicht angetreten: 3

Namen von Amtsinhabern sind fett dargestellt.
| Wahltermin    | Gemeinde         | Bewerber             | Vorschlag          | Ergebnis (in %) | vorherige | nächste |
| ------------- | ---------------- | -------------------- | ------------------ | --------------- | --------- | ------- |
| 24. Februar   | Netzschkau       | Mike Purfürst        | GWVN               | 52,6            | ← 2008    | 2020 →  |
| 24. Februar   | Netzschkau       | Daniela Homml-Kreißl | FDP                | 23,8            | ← 2008    | 2020 →  |
| 24. Februar   | Netzschkau       | Holm Scheibchen      | Scheibchen         | 23,6            | ← 2008    | 2020 →  |
| 21. April     | Neustadt/Vogtl.  | Gisela Schöley       | Schöley            | 98,1            | ← 2006    | 2015 →  |
| 21. April     | Neustadt/Vogtl.  | Einzelvorschläge     | Einzelvorschläge   | 1,9             | ← 2006    | 2015 →  |
| 24. März      | Klingenthal      | Thomas Hennig        | Hennig             | 97,5            | ← 2010    | 2020 →  |
| 24. März      | Klingenthal      | Einzelvorschläge     | Einzelvorschläge   | 2,5             | ← 2010    | 2020 →  |
| 26. Mai       | Heinsdorfergrund | Marion Dick          | CDU – Offene Liste | 99,4            | ← 2011    | 2020 →  |
| 26. Mai       | Heinsdorfergrund | Einzelvorschläge     | Einzelvorschläge   | 0,6             | ← 2011    | 2020 →  |
| 22. September | Ellefeld         | Heiko Trommer        | CDU                | 14,4            | ← 2008    | 2020 →  |
| 22. September | Ellefeld         | Jörg Heinrich Kerber | Kerber             | 61,4            | ← 2008    | 2020 →  |
| 22. September | Ellefeld         | Danny Roland Mäßig   | Mäßig              | 24,2            | ← 2008    | 2020 →  |

### Landkreis Zwickau
Im Landkreis Zwickau fanden in sechs Kommunen Wahlen statt. Diese sind im Folgenden aufgelistet. In zwei Kommunen waren Neuwahlen notwendig. Das entscheidende Wahlergebnis ist markiert.
Gewählte Bewerber:
- CDU: 1
- Einzelbewerber/Bürgerinitiativen: 5
- Amtsinhaber wiedergewählt: 4
- Amtsinhaber abgewählt: 0
- Amtsinhaber nicht angetreten: 2

Namen von Amtsinhabern sind fett dargestellt.
| Wahl       | Wahl        | Wahl              | Wahl             | Wahl            | Neuwahl    | Neuwahl         | vorherige | nächste |
| Wahltermin | Gemeinde    | Bewerber          | Vorschlag        | Ergebnis (in %) | Wahltermin | Ergebnis (in %) | vorherige | nächste |
| ---------- | ----------- | ----------------- | ---------------- | --------------- | ---------- | --------------- | --------- | ------- |
| 13. Januar | Kirchberg   | Rico Möckel       | CDU              | 30,2            | 27. Januar | 39,1            | ← 2008    | 2020 →  |
| 13. Januar | Kirchberg   | Dorothee Obst     | FWV e. V.        | 24,1            | 27. Januar | 40,7            | ← 2008    | 2020 →  |
| 13. Januar | Kirchberg   | Frank Schmidt     | Linke            | 14,5            | 27. Januar | n. k.           | ← 2008    | 2020 →  |
| 13. Januar | Kirchberg   | Matthias Böhm     | Böhm             | 10,4            | 27. Januar | n. k.           | ← 2008    | 2020 →  |
| 13. Januar | Kirchberg   | Detlef Dix        | Dix              | 20,8            | 27. Januar | 20,2            | ← 2008    | 2020 →  |
| 3. März    | Callenberg  | Joachim Jeschar   | UBG              | 44,7            | 17. März   | 43,7            | ← 2006    | 2020 →  |
| 3. März    | Callenberg  | Daniel Röthig     | CDU              | 44,4            | 17. März   | 56,3            | ← 2006    | 2020 →  |
| 3. März    | Callenberg  | Peter Reichel     | Linke            | 10,7            | 17. März   | n. k.           | ← 2006    | 2020 →  |
| 3. März    | Reinsdorf   | Steffen Ludwig    | Ludwig           | 98,6            |            |                 | ← 2006    | 2020 →  |
| 3. März    | Reinsdorf   | Einzelvorschläge  | Einzelvorschläge | 1,4             |            |                 | ← 2006    | 2020 →  |
| 28. April  | Mülsen      | Henric Freund     | Freund           | 51,7            |            |                 | ← 2006    | 2020 →  |
| 28. April  | Mülsen      | Michael Franke    | Franke           | 48,3            |            |                 | ← 2006    | 2020 →  |
| 28. April  | St. Egidien | Uwe Redlich       | Redlich          | 88,4            |            |                 | ← 2006    | 2020 →  |
| 28. April  | St. Egidien | Einzelvorschläge  | Einzelvorschläge | 11,6            |            |                 | ← 2006    | 2020 →  |
| 7. Juli    | Gersdorf    | Wolfgang Streubel | KWG              | 60,1            |            |                 | ← 2006    | 2017 →  |
| 7. Juli    | Gersdorf    | Oliver Nießlein   | GW               | 39,9            |            |                 | ← 2006    | 2017 →  |

## Belege
1. ↑  Bürgermeisterwahlen. Abgerufen am 19. November 2023.